# Örjan Klein
Örjan Börje Klein, född 15 maj 1945, är en svensk köksmästare, krögare och kokboksförfattare.

## Biografi
Klein växte upp i Huskvarna. Under tidigt 1970-tal arbetade han i Stockholm på Maxim på Drottninggatan där han avancerade till köksmästare, under källarmästare Åke Håkansson. I slutet av 1970-talet var han även Chef de cusine på Grythyttans Gästgivaregård  där han verkade inom det nya franska köket. 1980 tog Klein och Håkansson över Konstnärsbaren, som mellan 1991 och ägarbytet 1997 hade en stjärna i Michelinguiden. Han kom där att verka för en fettsnålare och mer hälsosam gourmetmat. Han var delägare i Nationalmuseums restaurang Atrium och Vasamuseets restaurang, vilka båda hade ett fokus på hälsan.
Klein var med och grundade Restaurangakademien 1985. Han belönades med Gastronomiska akademien Guldmedalj 1983 och med Tore Wretmans hederspris 1992. Han blev Kockarnas kock 1992